# Perdita tricincta
Perdita tricincta är en biart som beskrevs av Timberlake 1953. Perdita tricincta ingår i släktet Perdita och familjen grävbin. Inga underarter finns listade i Catalogue of Life.